# Посольство Казахстана в США
Посольство Казахстана в Соединённых Штатах Америки (англ. Embassy of Kazakhstan in the United States of America) — дипломатическая миссия Республики Казахстан в Соединённых Штатах Америки. Посольство находится в столице США, городе Вашингтоне, округ Колумбия.

## История
Соединённые Штаты стали первым государством, признавшим независимость Республики Казахстан 16 декабря 1991 года после распада Советского Союза, после чего между двумя странами установились дипломатические отношения. В 1992 году в Алма-Ате открылось американское посольство, 30 октября 1992 года — казахстанское в Вашингтоне.
Здание посольства представляет собой просторный кирпичный дом в стиле Ричардсона с массивной шатровой крышей, выдающимися дымоходами и характерной круглой угловой башней, построенный в 1888 году. Дом был спроектирован и построен Чарльзом и Сэмюэлем Эдмонстонами для вдовы богатого газетного издателя Сьюзан Шилдс. В этом доме также раньше жил 27-й вице-президент США Джеймс Шерман. Снаружи здания располагается уменьшенная версия монумента Золотого человека, который символизирует независимость Казахстана.

## Послы
- Алим Джамбурчин (1992—1994)
- Тулеутай Сулейменов (1994—1996)
- Болат Нургалиев (1996—2000)
- Канат Саудабаев (2001—2007)
- Ерлан Идрисов (2007—2012)
- Кайрат Умаров (2013—2017)
- Ержан Казыханов (2017—2021)
- Ержан Ашикбаев (2021 — наст. время)

## Реквизиты
- Адрес: 1401 16th Street NW, Вашингтон, США, 20036
- График работы: с понедельника по пятницу (кроме праздничных дней), приём посетителей: 9:00—18:00
- Телефон: +1 (202)-232-5488
- Электронная почта: washington@mfa.kz